# Pfarrkirche Arzl im Pitztal

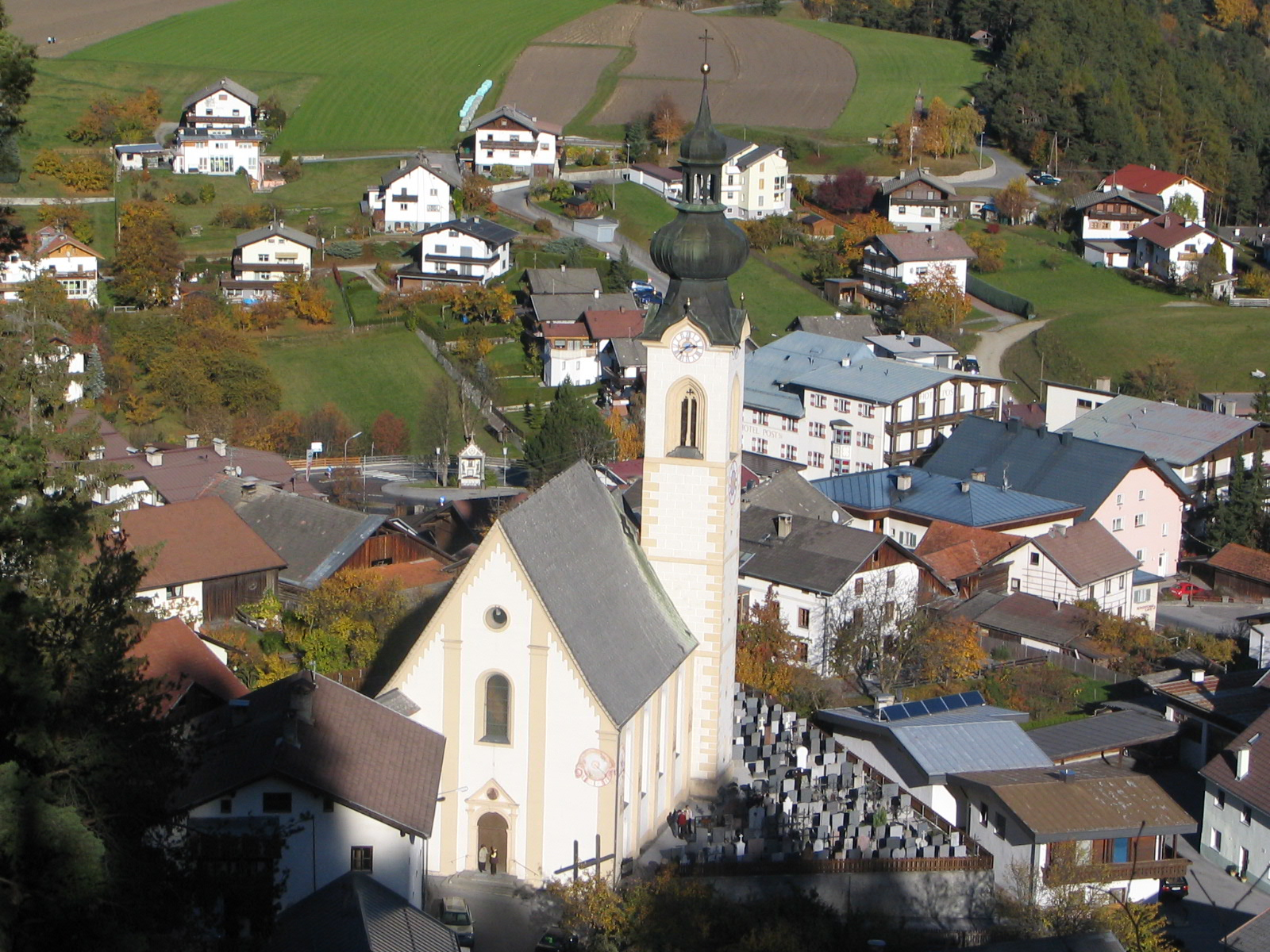
Katholische Pfarrkirche hll. Ingenuin und Albuin in Arzl im Pitztal

Die römisch-katholische Pfarrkirche Arzl im Pitztal steht erhöht auf einem Hang am westlichen Ortsrand in der Gemeinde Arzl im Pitztal im Bezirk Imst im Bundesland Tirol. Die dem Patrozinium der Heiligen Ingenuin und Albuin unterstellte Pfarrkirche gehört zum Dekanat Imst in der Diözese Innsbruck. Die Kirche steht unter Denkmalschutz (Listeneintrag).

## Geschichte
1358 wird die Weihe des Chores und 1534 ein Kaplan genannt. Von 1750 bis 1758 wurde das Kirchenschiff vergrößert und 1761 geweiht. 1875 wurde die Kirche renoviert und 1891 zur Pfarrkirche erhoben. 1907 war eine Kirchenrenovierung. Von 1972 bis 1973 war eine Innenrestaurierung.

## Architektur
Der im Kern spätgotische Kirchenbau wurde im 18. und 19. Jahrhundert baulich verändert. Der gotische Chor ist eingezogen und schließt polygonal ab. Der gotische Südturm mit zweifach gekehlten und zweibahnigen Maßwerkfenstern aus der Mitte des 15. Jahrhunderts erhielt 1836 als Abschluss geschwungene Giebel mit einem Zwiebelhelm mit Laterne. Das im Kern gotische Langhaus besitzt Strebepfeiler. Die durch Pilaster dreigeteilte Westfassade hat einen Giebel mit Zwergarkaden. Das barocke Portal wird durch Pilaster und Dreieckgiebel gerahmt. An der Langhauswand befinden sich Fresken der Kreuzwegstation aus der Mitte des 18. Jahrhunderts.
Das vierjochige Langhaus unter einer Gewölbetonne mit Stichkappen und Pilastern besitzt eine zweigeschoßige Westempore. Der einjochige, eingezogene Chor hat einen Fünfachtelschluss.

## Ausstattung
Die Glasmalereien im Chor schuf die Tiroler Glasmalerei in den Jahren 1875 und 1908. Die Deckenmalereien des Malers Emanuel Raffeiner von 1908 zeigen im Chor die Marienkrönung und die Heiligen Ingenuin und Albuin und im Langhaus die Anbetung der Könige und vier Propheten.

## Einrichtung
Auf dem Hochaltar stehen die Figuren Maria, Ingenuin und Albuin, seitlich Petrus und Paulus von dem Bildhauer Nikolaus Krabacher (1908). Die Seitenaltäre, links ein Herz-Jesu-Altar, rechts ein Herz-Mariä-Altar, sind aus dem Jahr 1908. Es gibt vier Evangelistenreliefs. Es gibt eine Weihnachtskrippe mit überlebensgroßen Schnitzfiguren des Bildhauers Johann Schnegg um 1775.
Die Orgel baute 1899 Franz Reinisch II.

## Totenkapelle
Die Totenkapelle im Friedhof östlich der Pfarrkirche hat über dem Spitzbogenportal die Jahresangabe 1670. Die Westwand zeigt barocke Medaillons mit allegorischen Darstellungen des Jüngsten Gerichtes, des Todes, des Himmels und der Hölle. Das Kapelleninnere hat eine Gewölbetonne mit Stichkappen und einen Chor mit 3/8-Schluss.
Der Altar aus der zweiten Hälfte des 18. Jahrhunderts zeigt das Bild Mariahilf und die barocken Figuren Sebastian und Rochus. Es gibt ein Kruzifix aus dem 16. Jahrhundert und ein Fastenkreuz mit Leidenswerkzeugen.

## Widum
Das Widum westlich der Pfarrkirche ist ein zweigeschoßiger Barockbau und wurde 1790 im Obergeschoß mit einer Gangbrücke zur Westfassade mit der Kirche baulich verbunden.